# Mohamed Tamalt
Mohamed Tamalt est un journaliste algéro-britannique, emprisonné en juillet 2016 pour « outrage au président de la République algérienne » et mort en détention  quelques mois plus tard, le 11 décembre 2016. C'est le premier journaliste à mourir emprisonné en Algérie depuis la guerre d'Indépendance.

## Arrestation et procès
Résident en Angleterre depuis 2002 — il possédait également la nationalité britannique —,, il écrivait des articles pour le journal El Khabar, pour lequel il avait longtemps été le correspondant à Londres. Il tenait également un blogue et une page Facebook, suivie par plus de 10 000 personnes, où il était très critique contre le pouvoir, s’attaquant de manière virulente à des responsables politiques et notamment au chef de l'État Abdelaziz Bouteflika ou des membres de leur famille. 
Il est arrêté à l'aéroport d'Alger le 27 juin 2016 et emprisonné pour « offense aux institutions et au président de la République », à la suite de publications sur son blogue et sa page Facebook. Jugé le 11 juillet 2016, il est condamné à deux ans de prison ferme, pour  « outrage à corps constitué » et « atteinte à la personne du président de la République » dans des publications sur son compte Facebook. Sa peine est confirmée en appel le mois suivant, le 9 août. Lors du procès en appel, Mohamed Tamalt se plaint  des violences qu'il a subies de la part des gardiens de sa prison. 

## Décès
Dès le jour de son arrestation, il cesse de s'alimenter. Incarcéré à la prison d'El-Harrach, il est transféré après 53 jours de grève de la faim au service des détenus de l'hôpital Lamine-Debaghine (ex-hôpital Maillot) à Bab El Oued, dans la banlieue d'Alger, à la fin du mois d'août. Il y meurt le 11 décembre, à 42 ans, après une grève de la faim de 3 mois suivi de 3 mois de coma,. Selon l'administration pénitentiaire, il serait mort d'une « infection pulmonaire ». 
Sa mort suscite de vive réactions dans les médias indépendants et sur les réseaux en Algérie. Amnesty International comme Reporters sans frontières, appela les autorités algériennes à « ouvrir une enquête indépendante, approfondie et transparente sur les circonstances de la mort » de Mohamed Tamalt et estimant que les actions visant à protéger la réputation des personnalités publiques doivent relever d’une procédure civile et non pas pénale.
Ses obsèques sont suivies par plusieurs centaines de personnes et il est inhumé au cimetière de Bachdjarah, un quartier populaire d'Alger où il a grandi.